# Puerto de Garrucha
El puerto deportivo de Garrucha se encuentra en el municipio de  Garrucha, provincia de Almería, Andalucía, en España.

## Coordenadas geográficas

Contraseña marítima de la provincia marítima de Almería a la que pertenece

- Lat: 37º 10' 48 N
- Long: 01º 48' 55 W
- Nación: España.
- Comunidad autónoma: Andalucía.
- Provincia: Almería.
- Municipio: Garrucha.
- Provincia marítima: Almería.
- Distrito marítimo: Garrucha.

## Gestión
- Organismo propietario: Junta de Andalucía (al recibirlo transferido del Estado).
- Organismo gestor: Empresa Pública de Puertos de Andalucía, la cual tiene arrendados 5 pantalanes de la zona deportiva al Club Náutico Garrucha con un total de 227 amarres y ella gestiona directamente el antiguo espigón del puerto con 22 amarres destinados a barcos deportivos.
- Antiguamente pertenecía a la provincia marítima de Cartagena con matrícula (CT-1).

## Funciones
- Comercial
- Pesquera
- Deportiva
- Barco de la Sociedad de Salvamento Marítimo

## Área
Total: 297.233 m²
Agua: 144.665 m²
Zona portuaria en tierra: 152.568 m²

## Instalaciones comerciales
- Muelles: 470 m
- Funciones: tráfico de mercancías
- Calado en muelle: 12 m; 8,5 m; 6,5 m

## Instalaciones pesqueras
- Muelles: 250 m
- Lonja: 970 m²
- Locales de armadores: 80 unidades
- Fábrica de hielo
- Cámara frigorífica

## Diques de abrigo
- Tipo: Espaldón de escollera
- Longitud: 780 m
- Profundidad al pie: 9 m

## Atraques
Número total: 249
- 6-8 m: 199
- 8-10 m: 30
- 10-12m: 20
- Eslora máxima 12 m
- 56 amarres de alquiler

## Pantalanes
- Tipo: Pantalanes flotantes
- Número: 5, uno de los cuales termina en martillo, y ahí está situado el surtidor de hidrocarburos.
- Longitud: 3 de 100 m y dos de 30 m
- Calado: oscila entre 2 y 3,5 m

## Tarifas[Nota 1]
- Temporada baja: amarre de 8 m, 6,5 euros más la tasa G5, y los consumos de agua y electricidad más el IVA correspondiente.
- Temporada alta: amarre de 8 m, 13 euros más la tasa G5 y los consumos de agua y electricidad más el IVA correspondiente.

## Criterios de diseño en planta
- Ancho de bocana: 170 m
- Calado en la bocana 13,5 m
- Calado en dársena 12,0 m
- Calado en el muelle deportivo: oscila entre 2 m y 3,5 m
- Tipo de fondo: arenoso
- Luces bocana: GpD(3)V9s13m5M - GpD(3)R9s6m3M

## Servicios
Previsión meteorológica
Radio: VHF Ch 9 y 16
Vigilancia 24 horas 
Duchas y aseos
Agua potable 
Recogida de aceites usados 
Electricidad 
Recogida de basuras 
Primeros auxilios
Taller mecánico
Rampa armada
Grúa 12 tm
Varadero
Combustible: gasoil-A, gasoil-B y gasolina

## Accesibilidad
- Por la A-7 E-15 Autovía del Mediterráneo y después por la carretera autonómica A-370.
- Por la AP-7 E-15 Autopista del Mediterráneo y después por la carretera autonómica A-1200.

¿No sabes como llegar? (enlace roto disponible en Internet Archive; véase el historial, la primera versión y la última).

## Relación del puerto con el entorno natural y urbano
- Cuevas del Almanzora, con su Castillo Gótico a 15 km.
- Turre a 8,7 km.
- Vera, a 11 km.
- Antas a 15 km, con interesantes restos arqueológicos e iglesia del siglo XVI.
- Mojácar, a 8 km, parque natural de Sierra Cabrera.

## Ampliaciones
Nuevas obras de abrigo y ordenación interior, con un presupuesto de 16.613.157,96 € (incluido IVA). Adjudicada en 10.000.000 €, la ampliación afectará fundamentalmente a la zona comercial, concretamente para el transporte de minerales en granel sólido, ya que es el puerto de titularidad autonómica de la Junta de Andalucía con más tráfico de mercancías. En los diques nuevos van a tener unos “túneles” para soterrar el tráfico de camiones con mineral. La obra marítima tiene que estar concluida para octubre de 2008.

## Puertos cercanos
- Puerto Deportivo de Villaricos La Esperanza 5 mn
- Puerto deportivo de Águilas 20 mn
- Puerto de Mazarrón 33 mn
- Puerto de Cartagena  50 mn
- Carboneras 15 mn
- San José 33 mn

## Contacto
04630 Garrucha (Almería)
correo-e: garrucha@eppa.es
Tel.: 950 808 090 - 600 149 115
Fax: 950 888 013

### Empresa concesionaria
Deportivo de Garrucha S.A.
Explanada del puerto s/n
04630 Garrucha (Almería)
correo-e: pdgarrucha@yahoo.es
Tel.: 950 132 410
Fax: 950 132 315